# Philonthina
A Philonthina  a rovarok (Insecta) osztályának a bogarak (Coleoptera) rendjéhez, ezen belül a mindenevő bogarak (Polyphaga) alrendjéhez és a holyvafélék (Staphylinidae) családjához tartozó öregnem.

## Elterjedésük
Az egész Földön elterjedtek.

## Jellemzőik
Apró vagy közepes termetű bogarak, testük jellemzően 9 mm alatti. Fejük és előtoruk háta csupasz, csak egyenként álló, beszúrt serteszőrök lehetnek rajtuk. Az előtoruk hátának lehajló oldalpereme oldalról, legalább részben látható.

## Magyarországon előforduló nemek
- Bisnius (Stephens, 1829)
- Cafius (Stephens, 1829)
- Erichsonius (Fauvel, 1874) (=Actobius)
- Gabrius (Stephens, 1829)
- Gabronthus (Tottenham, 1955)
- Hesperus (Fauvel, 1874)
- Jurecekia (Rambousek, 1920)
- Neobisnius (Ganglbauer, 1895)
- Philonthus (Stephens, 1829)
- Rabigus (Mulsant & Rey, 1876)
- Remus (Holme, 1837)